# Bethonvilliers
Bethonvilliers település Franciaországban, Territoire de Belfort megyében. Lakosainak száma 237 fő (2022. január 1.). Bethonvilliers Saint-Germain-le-Châtelet, Lagrange, Larivière és Menoncourt községekkel határos.

## Népesség
A település népességének változása:
| Lakosok száma | 249  | 254  | 258  | 248  | 244  | 239  | 243  | 240  | 237  |
|               | 2013 | 2015 | 2016 | 2017 | 2018 | 2019 | 2020 | 2021 | 2022 |